# La Noria González Covarrubias
La Noria González Covarrubias är en ort i Mexiko.   Den ligger i kommunen Libres och delstaten Puebla, i den sydöstra delen av landet, 150 km öster om huvudstaden Mexico City. La Noria González Covarrubias ligger 2 483 meter över havet och antalet invånare är 325.
Terrängen runt La Noria González Covarrubias är huvudsakligen kuperad, men åt nordost är den platt. Runt La Noria González Covarrubias är det ganska tätbefolkat, med 78 invånare per kvadratkilometer. Närmaste större samhälle är Libres, 5,2 km norr om La Noria González Covarrubias. Omgivningarna runt La Noria González Covarrubias är en mosaik av jordbruksmark och naturlig växtlighet.